# Stanislav Vlček
Stanislav Vlček (* 26. února 1976 Vlašim) je bývalý český profesionální fotbalista, který hrával na pozici útočníka či křídelníka. Svoji hráčskou kariéru ukončil ve Slavii Praha. Poté se stal vedoucím A-mužstva Slavie Praha.
Vlček nastoupil v nejvyšší soutěži k 455 utkáním a dokázal v nich vstřelit 94 gólů. Do ligy vstoupil v sezóně 1992/93 a zahrál si za Bohemians, České Budějovice, Olomouc a Slavii. Získal jeden titul se Slavií.
Mimo ČR působil na klubové úrovni v Rusku a Belgii.
Za reprezentaci odehrál Vlček 14 zápasů mezi lety 2000 a 2008 a zúčastnil se ME 2008.
Jeho syn je významný fotbalista Tomáš Vlček

## Klubová kariéra
S fotbalem začínal v Jawě Divišov. Od třinácti let hrál za Bohemians, za které ještě v sezoně 1992/1993 stihl odehrát 1. československou ligu. Na jaře 1995 byl na hostování v Karviné. Odtud se vrátil zpátky do Bohemians, ale v létě 1996 přestoupil do Českých Budějovic. Tam vydržel jen jednu sezonu. V létě 1997 přestoupil do Sigmy Olomouc, ve které působil 7 sezon. V lednu 2004 odešel za trenérem Hřebíkem do Dynama Moskva, ale po jeho vyhazovu byl Vlček bez angažmá a stal se volným hráčem. V srpnu 2004 ho získala Slavia. Zde zastupoval zraněného Lukáše Jarolíma na pozici kapitána při zápase s Libercem, při kterém slávisté odešli na protest proti výkonu rozhodčího ze hřiště. Kvůli tomu byl potrestán zákazem výkonu funkce kapitána v 1. fotbalové lize na 2 roky. Jeho největším úspěchem je zatím domácí zápas třetího předkola Ligy mistrů s Ajaxem, ve kterém dal dvě branky a díky nimž postoupila Slavia v sezóně 2007/2008 poprvé ve své historii do Ligy mistrů UEFA.
V polovině sezony 2007/08, když přestupoval do Anderlechtu Brusel, byl po podzimní části se sedmi góly nejlepší střelec ligy společně s mosteckým Goce Toleskim, který po odchodu Vlčka přišel do Slavie místo něj. V této sezoně také získal se Slavií mistrovský titul. Po roce a půl se ze svého angažmá v Bruselu vrátil zpět do Slavie, kde jako volný hráč podepsal smlouvu do roku 2011 s roční opcí. Na podzim roku 2012 ukončil aktivní hráčskou kariéru a stal se skautem Slavie Praha.
16. listopadu 2013 nastoupil k mistrovskému utkání za TJ Jawa Divišov, kde začínal v mládeži. Odehrál celé utkání proti Neveklovu. Od 1. srpna 2014 se Stanislav Vlček stal hráčem Sk Posázavan Poříčí nad Sázavou, kde hrál společně se svým bývalým kolegou z Dynama Moskva Martinem Haškem.

## Reprezentační kariéra
Stanislav Vlček má za sebou 14 reprezentačních startů v českém národním A-mužstvu bez vstřelené branky.
Debutoval 8. února 2000 v utkání Carlsberg Cupu v Hongkongu proti Mexiku, když se dostal na hřiště v 70. minutě. Zápas skončil výhrou českého týmu 2:1.
Zúčastnil se například kvalifikačního utkání na Euro 2008 17. listopadu 2007 proti Německu, které ČR vyhrála ve vyprodané Allianz Areně (65 000 diváků) 3:0. Vlček hrál závěrečných 25 minut.
Účast Stanislava Vlčka na vrcholových šampionátech:
- ME 2008 v Rakousku a Švýcarsku

### EURO 2008
Stanislav Vlček se zúčastnil Mistrovství Evropy v roce 2008, kde jako střídající hráč zasáhl do všech 3 utkání českého týmu na turnaji. V zahajovacím utkání šampionátu 7. června proti domácímu Švýcarsku se dostal na hřiště v 83. minutě za stavu 1:0 pro český tým, střídal Libora Sionka. Zápas tímto výsledkem také skončil.
V dalším střetnutí proti Portugalsku (prohra ČR 1:3) střídal v 68. minutě Marka Matějovského. V posledním vystoupení české reprezentace na turnaji proti Turecku se dostal na hrací plochu v 84. minutě místo Libora Sionka a byl svědkem velkého obratu soupeře z 1:2 na 3:2, tento výsledek poslal Čechy domů po základní skupině a Turecko do čtvrtfinále.

### Reprezentační zápasy
| Rok    | Zápasy | Góly |
| ------ | ------ | ---- |
| 1993   | 2      | 0    |
| Celkem | 2      | 0    |

| Rok    | Zápasy | Góly |
| ------ | ------ | ---- |
| 1996   | 5      | 1    |
| 1997   | 2      | 0    |
| Celkem | 7      | 1    |

| Rok    | Zápasy | Góly |
| ------ | ------ | ---- |
| 2000   | 2      | 0    |
| 2001   | 1      | 0    |
| 2006   | 1      | 0    |
| 2007   | 4      | 0    |
| 2008   | 6      | 0    |
| Celkem | 14     | 0    |

## Styl hry
Jeho hlavní předností byla rychlost, rád čekal na přihrávky na hranici ofsajdu. Nebezpečný byl obzvláště, když dostal míč do běhu. Vytvářel si v zápasech hodně šancí, ale dost jich také neproměnil.